# Terminal de Ómnibus de Aguilares (Argentina)
La Terminal de Ómnibus de Aguilares es una terminal de ómnibus ubicada en la ciudad de Aguilares, Provincia de Tucumán, Argentina. Se encuentra entre la Avenida Sarmiento y Ruta Nacional 38. 

## Historia
Originalmente la construcción de la terminal de ómnibus comenzó en los años 80 (1986), realizándose las estructuras, cimientos y bases del edificio destinado al transporte público. Estas obras fueron interrumpidas y posteriormente quedaron abandonadas.
Tras varios anuncios en 2017 las obras para la concreción de la terminal de ómnibus fueron retomadas, siendo finalmente concluida en 2018 e inaugurada el 18 de junio de ese mismo año por el gobernador Juan Manzur, el vicegobernador Osvaldo Jaldo, el legislador Sergio Mansilla y la intendenta Elia Fernández de Mansilla ante la presencia vecinos de la ciudad.

## Descripción
La Terminal de Ómnibus de Aguilares ocupa una superficie de 2000 metros cuadrados contando con dos plantas. En la planta baja se localizan 7 dársenas para ómnibus, 7 boleterías comerciales de las empresas de larga y media distancia, sanitarios, locales comerciales, una sala de espera climatizada y las direcciones de turismo y cultura del municipio. Mientras en planta alta se encuentran oficinas, una sala de reunión y una confitería.
El complejo de la terminal cuenta con un estacionamiento vehicular con capacidad para 40 vehículos, accesos para vehículos particulares y transporte público y un centro de monitoreo de la policía de Tucumán, ubicado en el edificio de la terminal. Además, la construcción cuenta con un sistema de refrigeración, 30 cámaras de seguridad, 8 televisores ubicados de forma equitativa en planta alta y baja, sistema de wifi y un sistema de anuncios por altavoz.